# Heinz Kaulmann
Heinz Kaulmann (* 28. September 1934; † 17. Juli 2020 in Berlin) war ein deutscher Fußballspieler in der DDR, er wurde 1957 Torschützenkönig der DDR-Oberliga.

## Sportliche Laufbahn
Als Jugendspieler begann Kaulmann nach dem Ende des Zweiten Weltkriegs in Könnern Fußball zu spielen. Über die BSG Chemie Rüdersdorf kam er 1955 zum zentralen Fußballklub der DDR-Armeesportvereinigung Vorwärts Berlin. Damit war er einen anderen Weg gegangen als der Großteil der übrigen Mannschaft, der entweder 1953 von Vorwärts Leipzig oder 1955 vom SC DHfK Leipzig nach Berlin umgesiedelt worden war. Nach dem Abstieg von 1953 und dem sofortigen Wiederaufstieg hatte Vorwärts in der zurückliegenden Saison 1954/55 den 8. Rang erreicht. Kaulmann sollte neben Assmy, Meyer und Wirth die Sturmreihe verstärken.
In der bedeutungslosen Übergangsrunde zum Wechsel auf die Kalenderjahr-Spielzeit im Herbst 1955 und auch in der Saison 1956 taten sich die Stürmer mit 10 Toren aus 13 Spielen sowie 41 Tore in 26 Spielen schwer, sodass Vorwärts Berlin auch 1956 mit Platz 6 nur im Mittelfeld landete. Erfolgreicher war die Mannschaft allerdings im DDR-Pokalwettbewerb 1956, wo das Endspiel erreicht wurde. Gegen den SC Chemie Halle-Leuna gelang Kaulmann zwar in der 73. Minute ein Tor zum 1:1-Ausgleich, am Ende gewannen die Hallenser jedoch mit 2:1. Im Oberligajahr 1957 steigerte sich Vorwärts auf 45 Tore, die zur Vizemeisterschaft reichten. Erfolgreichster Torschütze war Heinz Kaulmann mit 15 Treffern. Diese Torerfolge reichten darüber hinaus aus, um Torschützenkönig der DDR-Oberliga zu werden, die niedrigste Torquote, die bisher der beste Oberligaschütze erreicht hatte. 1958 gewann Vorwärts Berlin seinen ersten Meistertitel, bei Kaulmann zeichnete sich jedoch ab, dass er den gehobenen Ansprüchen seiner Mannschaft nicht mehr im vollen Maße gerecht werden konnte. In den 26 Punktspielen wurde er nur zehnmal eingesetzt und konnte nur zwei Tore erzielen. Sein Karriereknick wurde besonders 1960 deutlich. Er wirkte noch in acht Spielen des Oberligateams mit, wurde aber hauptsächlich in der Reservemannschaft eingesetzt. Als Trostpflaster konnte er mit dieser Mannschaft immerhin die Meisterschaft der Reservemannschaften gewinnen.
Unter diesen Umständen erhielt der erst 27-jährige Kaulmann (29 Oberligaspiele, 26 Oberligatore) am Ende der Saison 1960 die Freigabe für den TSC Oberschöneweide, der, obwohl nur drittklassig, die stärkste zivile Fußballmannschaft Berlins unterhielt. Als SG/Motor Oberschöneweide hatte die Mannschaft zwischen 1950 und 1953 in der Oberliga gespielt und wurde als 1. FC Union Berlin in den späten 1960er Jahren zum Ostberliner Kultklub. In der neuen weniger anspruchsvollen Umgebung konnte Kaulmann noch einmal seine Torjägerqualitäten entfalten. Gleich in seiner ersten Saison 1961/62 stellte er mit 37 Toren einen Allzeitrekord für die II. DDR-Liga auf (sie wurde 1963 abgeschafft) und verhalf seiner Mannschaft zum Aufstieg in die I. DDR-Liga. Heinz Kaulmann stand auch am 16. Februar 1966 im ersten Spiel des aus dem TSC neu gegründeten 1. FC Union Berlin. In den folgenden 13 Punktspielen erzielte er neun Tore und war damit maßgeblich am zweiten Aufstieg seiner Mannschaft, nun in die DDR-Oberliga, beteiligt. Inzwischen 32 Jahre alt geworden, beendete Kaulmann im Sommer 1966 seine Karriere als Leistungssportler und nutzte noch einige Spiele in der Reservemannschaft zum Abtrainieren.

## Weiterer Werdegang
Als Trainer der 2. und 3. von Eisern Union, der SG Friedrichshagen, der BSG Luftfahrt Berlin, deren 1. Mannschaft er im Sommer 1978 übernahm, und der TSG Oberschöneweide blieb Kaulmann dem Berliner Fußball, oft als Coach in der Bezirksliga, weiterhin erhalten.